# Serpins
Serpins is een plaats (freguesia) in de Portugese gemeente Lousã en telt 1712 inwoners (2001).